# Система за управление на пакети
Системата за управление на пакети (известна също като „мениджър на пакети“) е програма, която позволява автоматично да се инсталират и премахват софтуерни пакети, както и да се актуализират и конфигурират. Системата в по-голямата си част съответства на софтуерна база данни, която може да съдържа стотици или дори хиляди софтуерни пакети.
Системата най-често се среща на Linux базирани или Unix-подобни операционни системи и е неразделна част от тях.
Примери:
- Apt система за управление на deb пакети в дистрибуцията Debian.
- Yum система за управление на RPM пакети в дистрибуцията Fedora.
- Pacman система за управление на tar.gz пакети в дистрибуцията Arch Linux.
- Chocolatey система за управление на пакети в Windows NT.
- NuGet система за управление на пакети в Microsoft development platform. Chocolatey е базирано на NuGet.